# 鈴木Alivio
鈴木Alivio（日语：スズキ・アリビオ）乃是日本鈴木公司自2014年起開發製造的中型車，中國長安鈴木公司取名為鈴木啟悅，印度馬魯蒂鈴木公司則稱之為馬魯蒂鈴木Ciaz。

## 歷史與概要
2014年 - 繼2013年上海國際車展發表「AUTHENTICS」概念車後，原廠在2月舉辦的印度新德里國際車展公開「Concept Ciaz」、4月舉辦的北京國際車展公開「Concept Alivio」。隨後10月先行在印度市場以「馬魯蒂鈴木Ciaz」上市，這部車的汽車平台與鈴木Ertiga相同，標準配備具有免鑰匙感應門鎖系統（keyless entry system）、恆溫空調、六具揚聲器、液晶觸控螢幕、衛星導航系統、倒車攝影機、後座冷氣出風口等。動力來源方面，馬魯蒂鈴木提供1.4L直列四缸DOHC K14B型引擎，最大動力為91hp / 13.2kg·m；以及飛雅特汽車供應的1.3L直列四缸DOHC DDiS200型渦輪增壓柴油引擎，最大動力89hp / 20.4kg·m；並提供五速手排或四速自排變速箱可供選擇。
同年12月23日長安鈴木公司宣布「鈴木啟悅」問世，標準配備含有ABS防鎖死煞車系統、EBD電子制動力分配系統、HBA液壓制動輔助系統、前座雙安全氣囊、雙側後視鏡電熱除霜器等，隨車型不同另外增加ESP車身動態穩定系統、TCS牽引力控制系統、可潰縮式駕駛席保護系統、前座側安全氣囊、貫穿式前後側氣簾、智慧防盜安全系統、免鑰匙感應門鎖系統、push start免鑰匙啟動按鈕、雙開式防夾電動天窗以及防紫外線後窗遮陽簾等配備。動力心臟則為1.6L直列四缸DOHC VVT M16A型引擎，配合五速手排或六速手自排等二種變速系統。
2015年 - 3月在曼谷開幕的泰國車展上，原廠宣佈羅勇府工廠將生產鈴木Ciaz。由於瞄準新興市場的消費者，內外裝配備一切從簡，動力心臟為1.2L直列四缸DOHC K12B型引擎，搭配五速手排或CVT變速箱。同年下半年開始，該車款開始外銷拉丁美洲市場。
2016年 - 1月該車款在印尼勿加泗工廠投產，並引進新加坡，和印度市場一樣同為搭載1.4L直列四缸DOHC K14B型引擎。
2017年 - 1月起中國長安鈴木汽車針對鈴木啟悅調整價格，全車系降價0.8至0.9萬人民幣不等。同年10月16日鈴木啟悅發表小改款「Pro版」，外觀上水箱護罩、前後保險桿、16吋鋁合金輪圈等造型改變，並將Keyless引擎啟動按鈕、倒車攝影、恆溫空調、電動天窗等列入選購配備。至於動力心臟和變速箱，則仍舊維持不變。

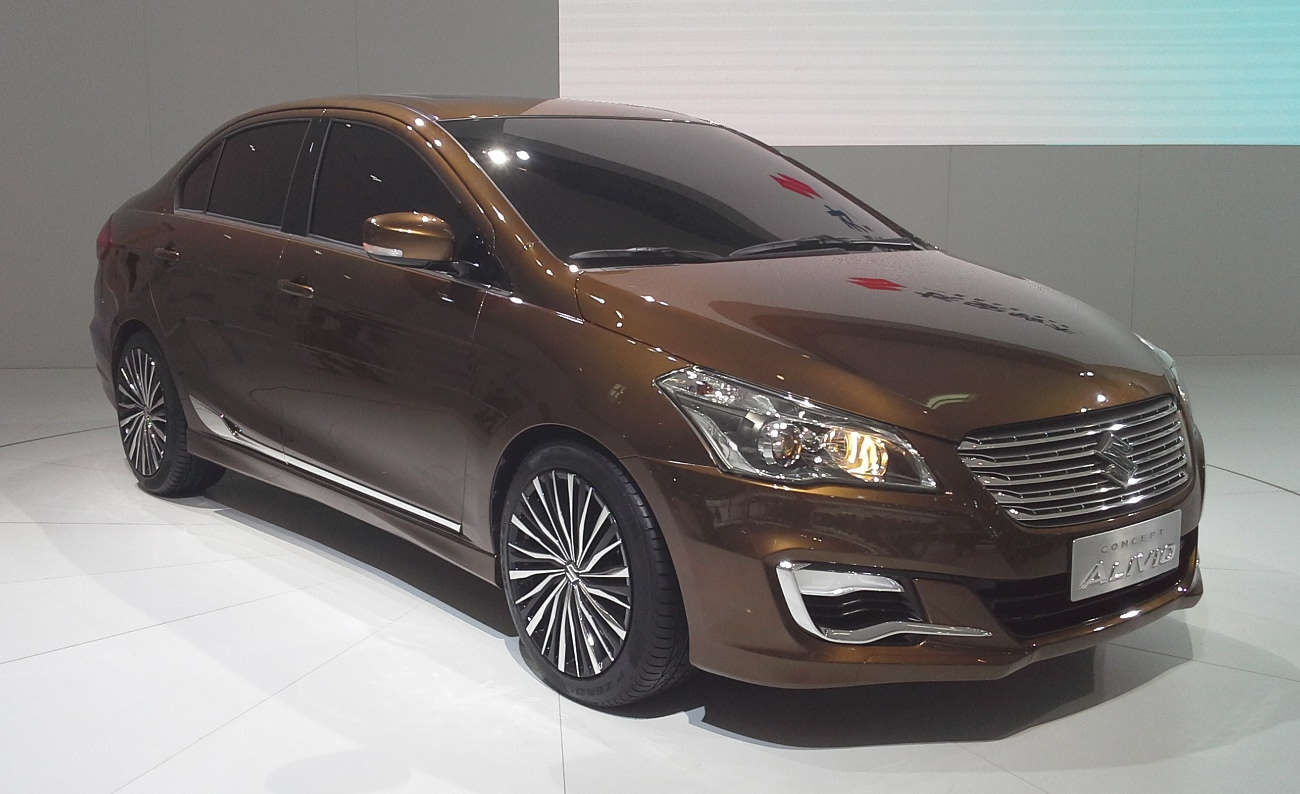
概念車車頭
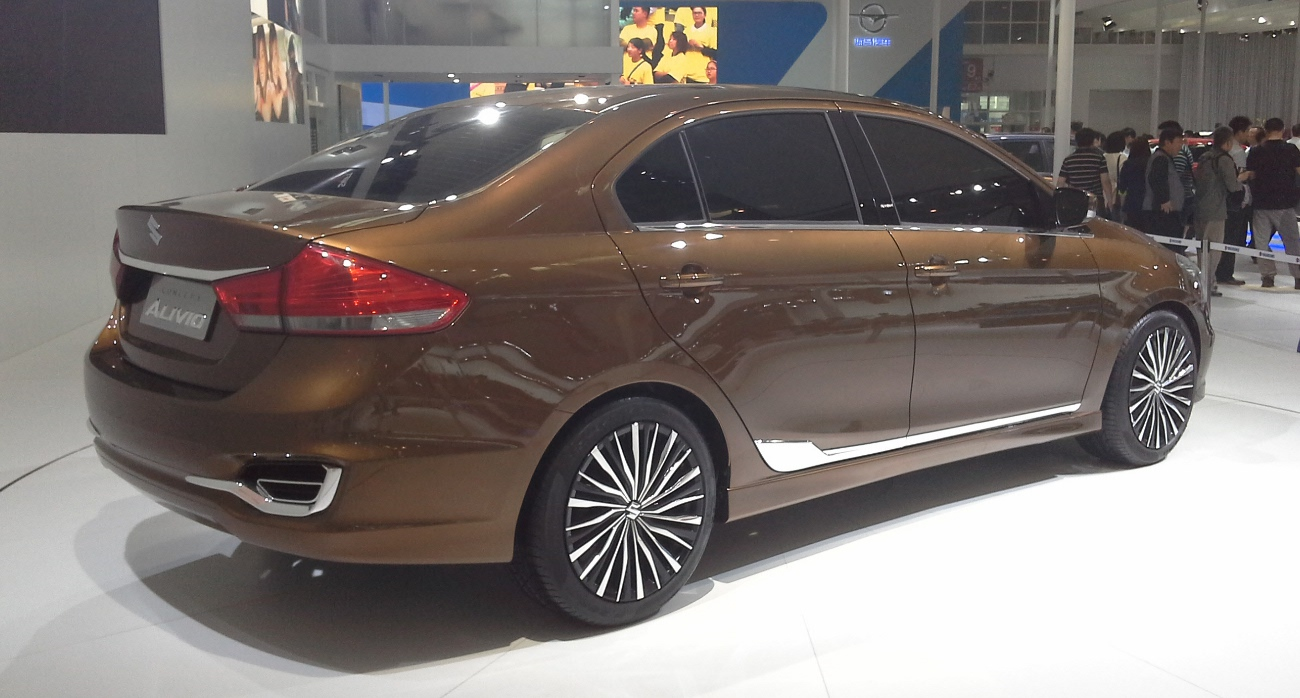
概念車車尾
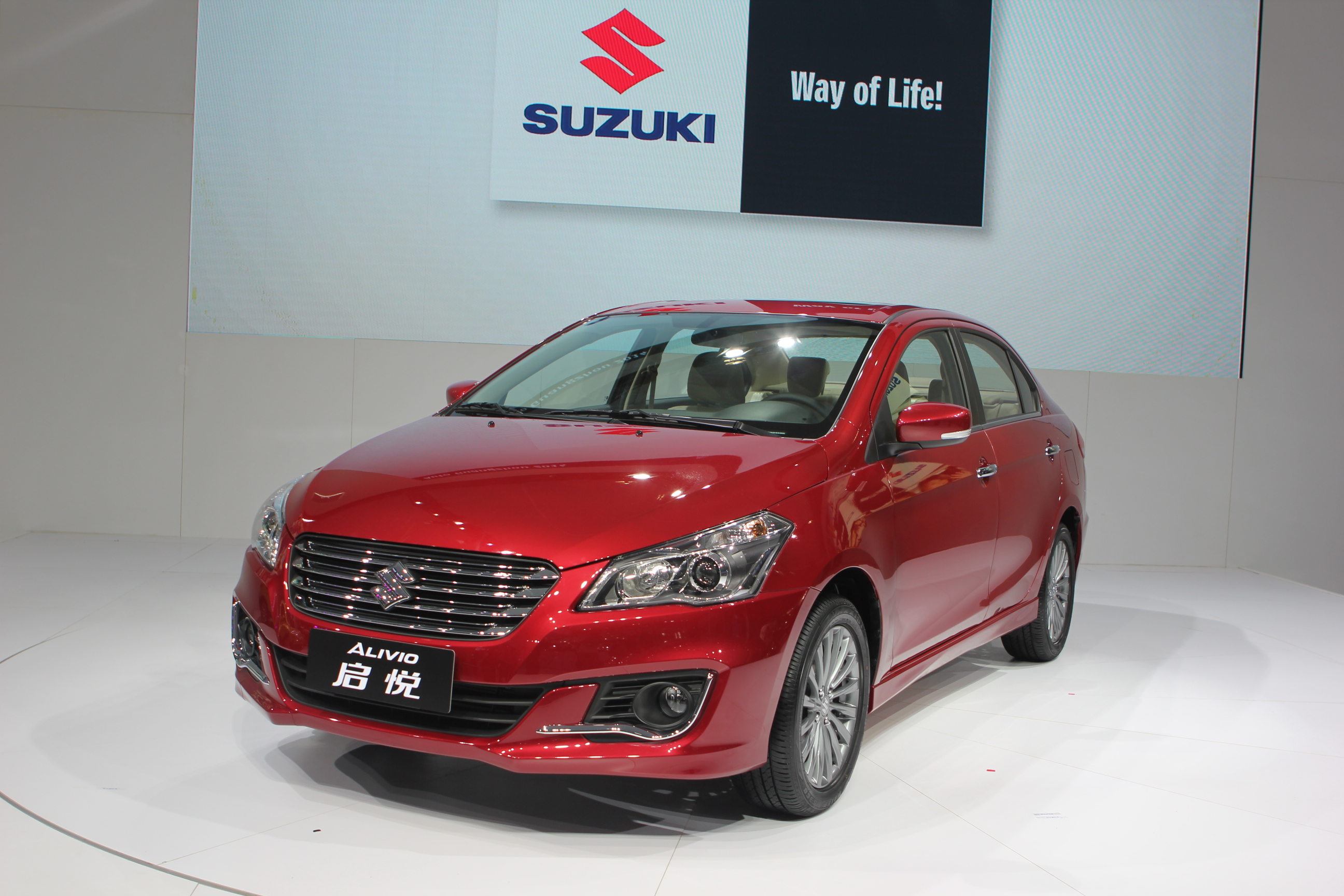
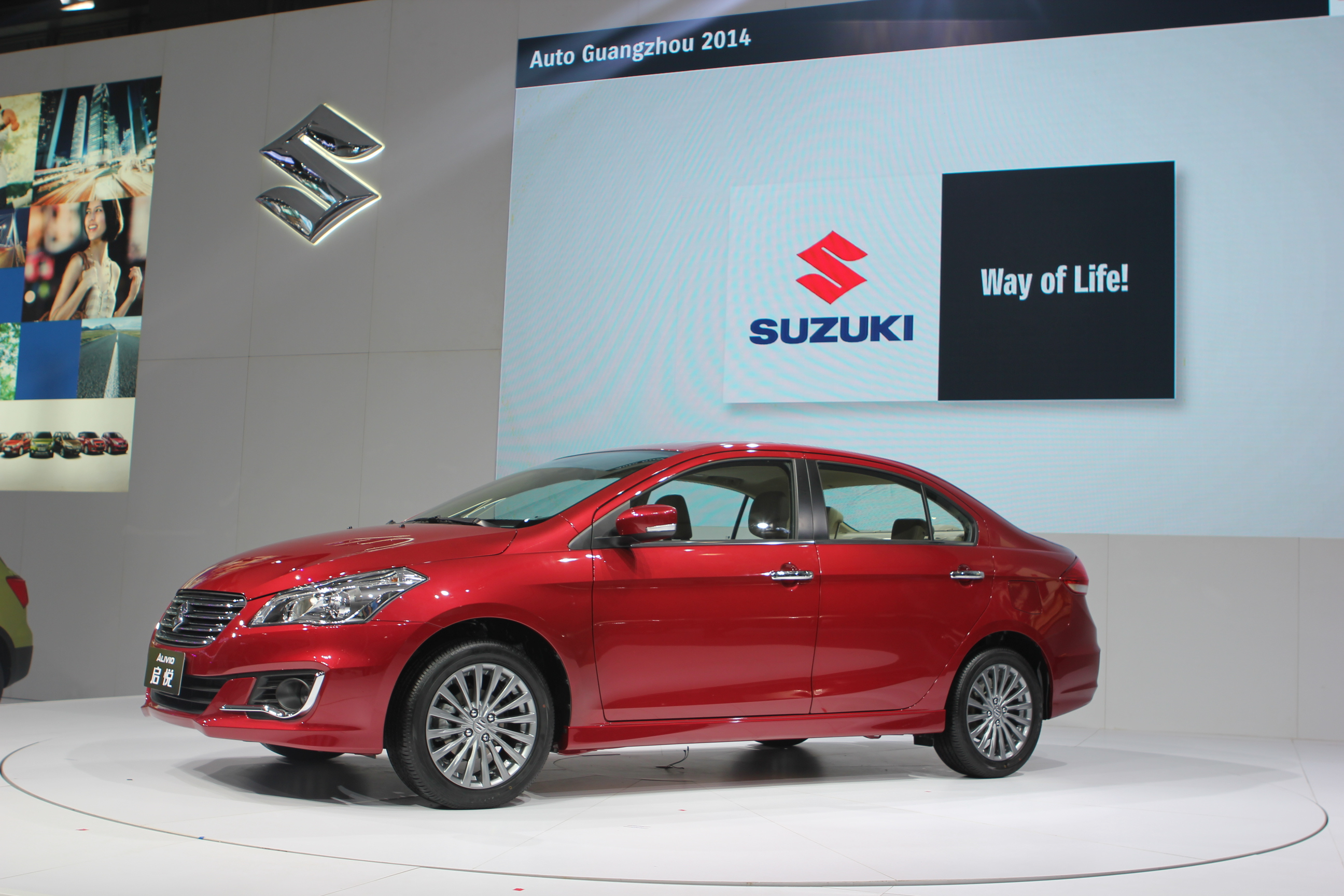
車側
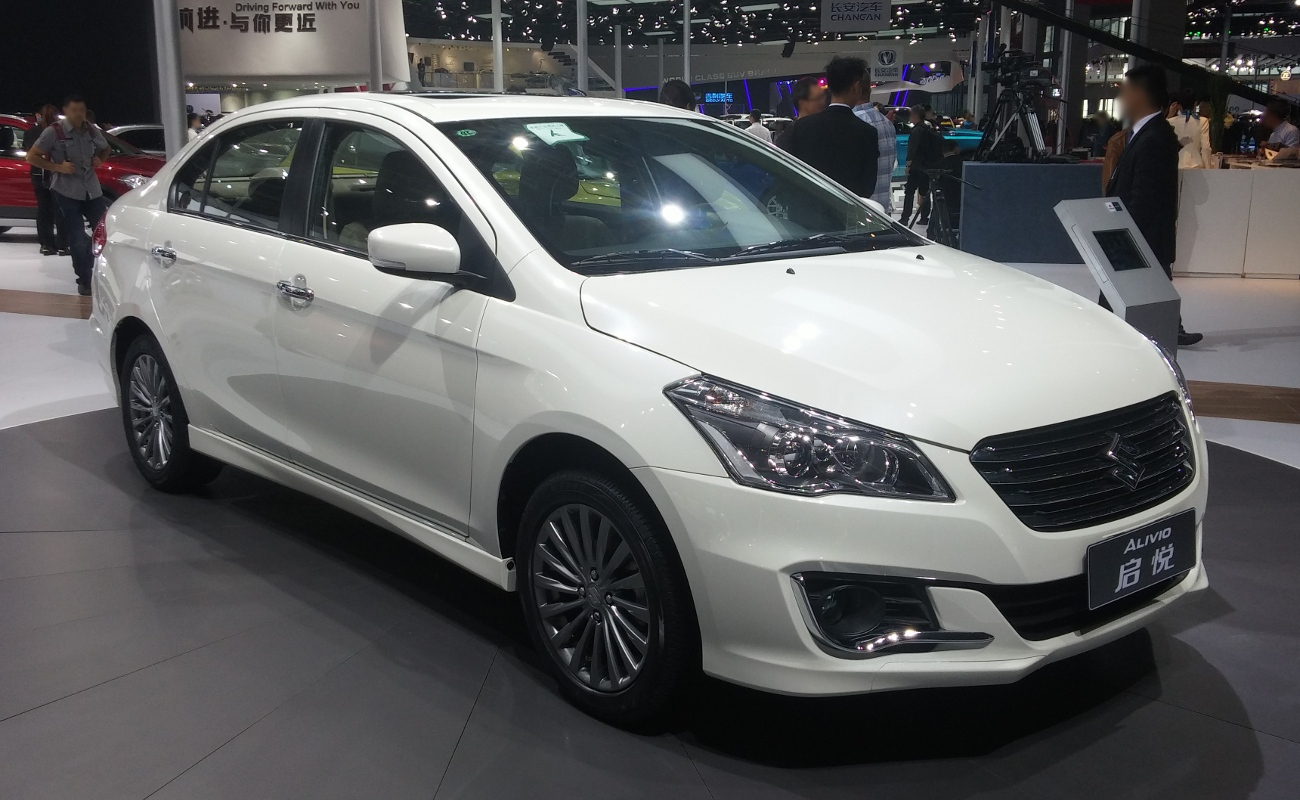
攝於2015年上海國際車展
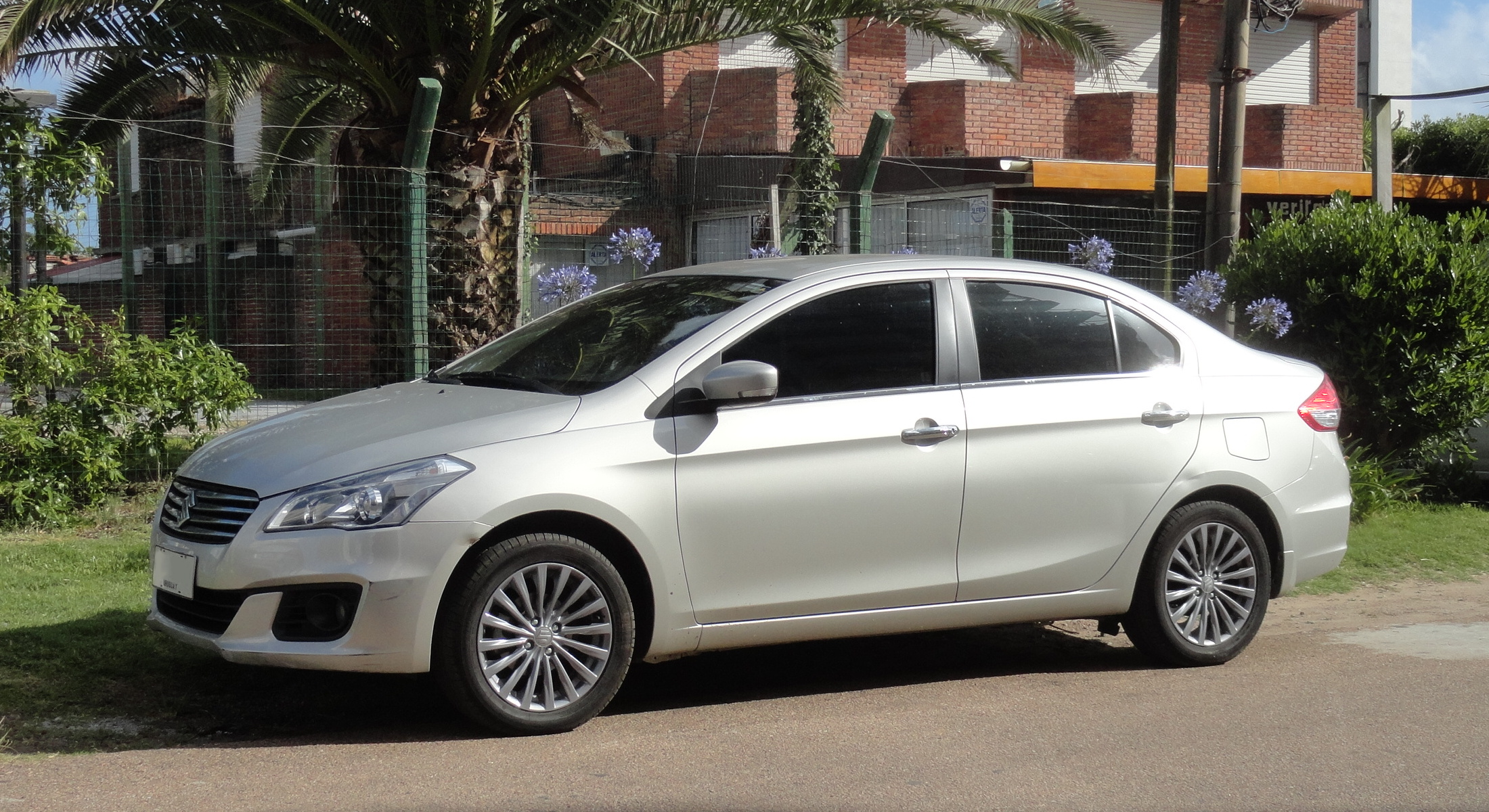

## 內部連結
- 鈴木Kizashi

## 外部連結
- 中國官方網站
- （英文）印度官方網站
- （泰文）泰國官方網站